# بيتر مونك
بيتر مونك (بالمجرية: Peter Munk)‏ هو مهندس وشخصية أعمال كندي، ولد في 8 نوفمبر 1927 في بودابست في المجر، وتوفي في 28 مارس 2018 في تورونتو في كندا بسبب قصور القلب.

## وصلات خارجية
- بيتر مونك على موقع إن إن دي بي (الإنجليزية)